# Daniel Vávra

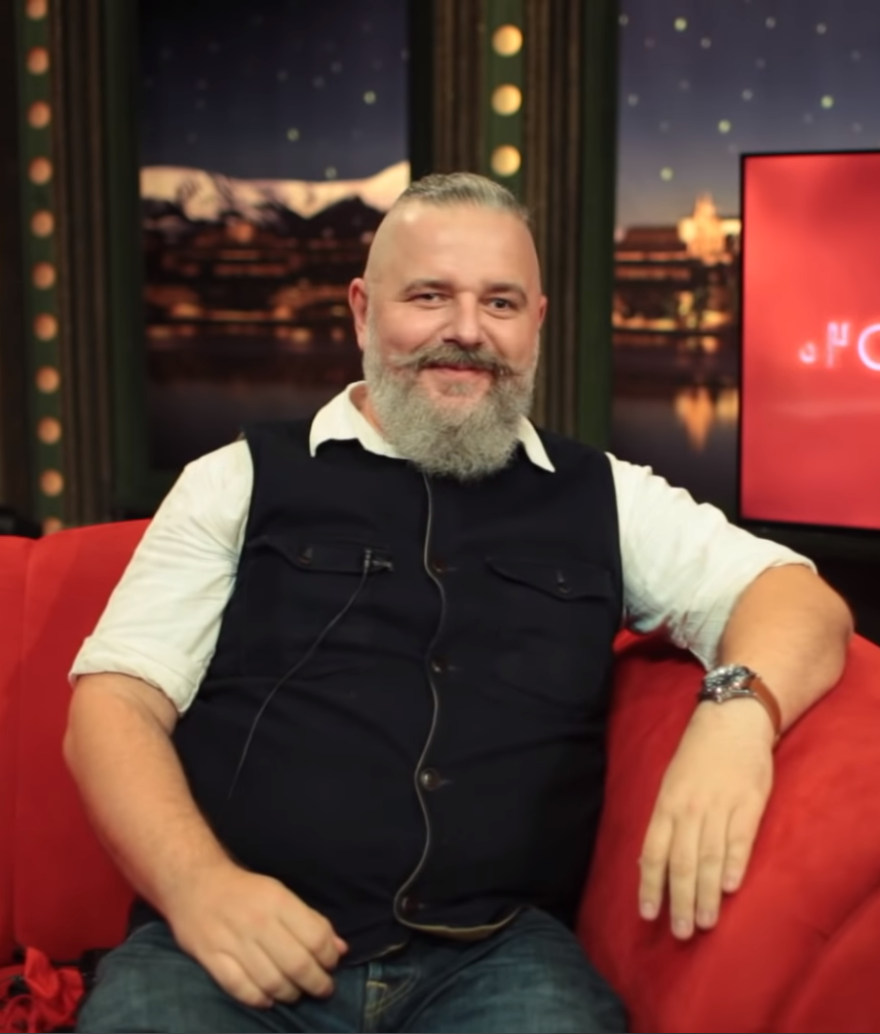
Daniel Vávra (2020)

Daniel Vávra (* 2. September 1975 in Rychnov nad Kněžnou, Tschechoslowakei) ist ein tschechischer Computerspielentwickler und als dieser Mitbegründer von Warhorse Studios.  Er ist vor allem als Director, Designer und Autor der Videospiele Mafia (veröffentlicht im Jahr 2002), Mafia II (2010), Kingdom Come: Deliverance (2018) und Kingdom Come: Deliverance II (2025) bekannt.

## Werdegang
Daniel Vávra studierte Angewandte Kunst in Turnov. Er begann seine Karriere als Grafikdesigner bei der Werbefirma TIPA. Vávra schrieb zahlreiche Artikel für das tschechische Spielemagazin Level und andere Spielemagazine.

### Illusion Softworks und 2K Games
Vávra wirkte ab 1998 bei Illusion Softworks, wo er zunächst als Grafiker an dem Taktik-Shooter Hidden & Dangerous arbeitete, ehe er Game Director, Autor und Lead Designer von Mafia wurde.
Er übernahm die Leitung des Prager Büros von Illusion Softworks und arbeitete dabei unter anderem an Wings of War, das 2004 veröffentlicht wurde. Um 2005 arbeitete Vávra an einem anderen Projekt, einem Third-Person-Shooter-Spiel namens Hi-Tech, das jedoch abgebrochen wurde.
Im Jahr 2008 wurde das Studio von 2K Games gekauft und in 2K Czech umbenannt. Vor der Übernahme arbeitete das Studio an Mafia II. Vávra erklärte rückwirkend Probleme mit dem umstrukturierten Studio unter 2K Games gehabt zu haben, das größer war, als Illusion Softworks. Er verließ 2K Games Anfang 2009, ca. 1½ Jahre vor der Veröffentlichung von Mafia II, nachdem sein Drehbuch für Mafia III von der Führungsebene abgelehnt worden war und die Missionen für Mafia II gekürzt wurden. Er war bis dahin außerdem als Game- und Grafikdesigner an der Produktion von Mafia II beteiligt gewesen. Mehrere andere langjährige Mitarbeiter verließen 2K Games während oder kurz nach der Veröffentlichung von Mafia II.

### Warhorse Studios
Im Jahr 2011 wurde Vávra neben Martin Klíma Mitbegründer von Warhorse Studios. Er wurde Game Director und Lead Writer von Kingdom Come: Deliverance. Das Spiel wurde über Kickstarter finanziert. Nach wiederholten Release-Verschiebungen wurde das Spiel schließlich 2018 veröffentlicht. In dem Spiel ist er selbst in der Rolle des böhmischer Adligen und Grundbesitzers Hanusch von Leipa zu sehen.
Im Jahr 2019 verkauften Vávra und Klíma das Warhorse Studios an Koch Media für 33 Millionen Euro. Vávra blieb dabei Creative Director. Im selben Jahr begann die Produktion von Kingdom Come: Deliverance II, für das er als Game Director und Lead Writer verantwortlich war.

## Positionen
Vavra ist der Meinung, dass große Spieleentwickler, die auf eine kollektive Entscheidungsfindung setzen, der Entwicklung guter Computerspiele im Wege stehen und der Spieleindustrie Schaden zufügen.

## Privates
Vávra lebt in Prag. Seit seiner Kindheit arbeitet Vávra mit Computern, zeichnet Comics und fotografiert. Er ist außerdem ein leidenschaftlicher Paintballspieler und war unter dem Pseudonym Hellboy als Teil der Gruppe Broncs ein Demoszener.

## Filmografie
- 2021: Medieval (Rolle: Dorfbewohner)